# Neodillo simplex
Neodillo simplex là một loài chân đều trong họ Armadillidae. Loài này được Dalens miêu tả khoa học năm 1990.